# Lucien Rioux
Pour les articles homonymes, voir Rioux.
Lucien Rioux, de son vrai nom Lucien Copfermann (1928-1995), est un journaliste et militant politique français, spécialiste à la fois du syndicalisme et de la chanson française.

## Biographie

### Une vie de famille bouleversée par les conséquences de l’occupation allemande
Né le 11 août 1928, Lucien Copfermann est issu d’une famille juive d'origine roumaine installée à Paris depuis le début des années 1920. Élevé dans un milieu social aussi modeste qu’épris d’assimilation, il apparaît comme un excellent élève et obtient sans difficultés son certificat d’études. Gros lecteur de livres et de journaux (L’œuvre, Les Nouvelles Littéraires) dès la préadolescence, il dévore notamment ceux qui, comme Paris-Soir ou L'Intransigeant, glorifient l’épopée coloniale française.
Mais l’occupation allemande place sa famille dans le cadre des lois antisémites et l’oblige au port de l’étoile jaune. En septembre 1942, la seconde rafle du Vel’ d'Hiv’ emporte ses parents en déportation, du Camp de Drancy vers Auschwitz, par le Convoi No. 37, en date du 25 septembre 1942. Il doit se réfugier avec ses frères à la campagne. Supportant mal ses conditions d’hébergement, il part travailler à Aix-les-Bains comme groom avant d’être engagé, grâce à un officier allemand, dans l’administration de l’aéroport d’Avord, près de Bourges. C'est là qu’il prend le nom de Rioux, nom qu’il garde à la Libération quand il rejoint les rangs trotskisants de la Jeunesse socialiste.

### Un engagement politique situé à la gauche du socialisme français
Travaillant chez Renault, il est exclu de la CGT lors des grandes grèves pour ses affinités politiques. De même, sa mouvance politique quitte la SFIO pour se regrouper autour du PSU de Gilles Martinet et de l’Action socialiste révolutionnaire d’Yves Déchezelles. S’il milite dans cette dernière organisation particulièrement en pointe dans le combat anticolonial, il rejoint vite le Rassemblement Démocratique Révolutionnaire, fondé en février 1948 sur une orientation socialiste, neutraliste, européenne, antistalinienne et anticolonialiste.
En 1951, son soutien aux gauches non-conformistes et à la cause neutraliste s’illustre par sa proximité avec le Cartel des Gauches indépendantes et neutralistes. Il suit d’ailleurs Claude Bourdet lorsque, avec d’autres (Claude Estier, Jean Rous, Jean Cohen…), il crée le CAGI en mai 1953, une petite organisation socialiste révolutionnaire très proche de L’Observateur. Mais c'est Gilles Martinet, simple sympathisant du CAGI qu’il a rencontré en 1950, qui le fait entrer comme pigiste à France Observateur en 1954. Chargé de l’actualité sociale, il en devient vite un collaborateur régulier.

### De France Obs au Nouvel Observateur: un journaliste engagé, spécialiste des questions syndicales
Rédacteur semi-permanent chargé des questions sociales et syndicales, il doit conserver à côté ses activités de chef de chantier spécialisé dans le bâtiment. Il en tire un contact avec la réalité sociale qui donne une tonalité particulière à des papiers déjà bien informés grâce à ses entrées au sein des différentes centrales syndicales.
Il attire ainsi l’attention de dirigeants syndicaux qui permettent au journal d’élargir son lectorat au-delà des milieux intellectuels. Il faut dire qu’il cède dans ses articles, « comme la plupart des ex-communistes ou ex-compagnons de la rédaction, au mythe du Grand Soir», voyant dans chaque secousse syndicale l’annonce de la grande grève décisive. En effet, à partir de 1954-1955 et des grandes grèves de Saint-Nazaire, l’essentiel de ses articles consiste non en une tentative d’analyse du syndicalisme mais en une attente fébrile de la reprise de la lutte et de l’unité d’action CGT-CFTC.
C'est d’ailleurs à l'occasion du mouvement des chantiers navals de la Loire-Atlantique (1955) qu'il noue des relations d'amitié avec les chefs de la minorité de la CFTC (Eugène Descamps, Albert Détraz, Gérard Declercq et Paul Vignaux) qui construisent au niveau syndical ce qu’il tente de faire au niveau politique avec les dirigeants de la rédaction (Gilles Martinet, Claude Bourdet, etc.). Il participe ainsi avec ces derniers aux créations successives du Mouvement uni de la Nouvelle Gauche (mai 1955), de l’UGS (décembre 1957) et du PSU (avril 1960).
Avec l’arrivée du général de Gaulle, l’absence de perspectives de pouvoir pour la gauche l’amène à investir encore plus ses espoirs dans les forces syndicales et dans la capacité, par une mobilisation massive, « de faire chavirer le navire gaulliste et d’enrégimenter une large fraction de l’opinion de gauche». Il en vient même parfois à regretter l’obtention d’acquis sociaux en raison de leurs effets démobilisateurs. Le syndicalisme est alors pour lui le seul outil de la Gauche capable de neutraliser les tentations trop libérales du régime.
Mais il ne se contente pas de commenter les grèves ou de chercher à savoir Où en est le syndicalisme ? (Buchet-Chastel), comme il le fait dans un essai publié en 1960.
Il fait aussi preuve d’une fine connaissance de l’histoire syndicale comme l’illustre les Notions d'histoire du mouvement ouvrier français qu’il publie deux ans plus tard dans les Cahiers du Centre d'études socialistes. Ensuite, il lui arrive de participer à la lutte du journal contre les partisans de l’Algérie française en mettant en lumière les possibilités de démantèlement de l’OAS-métro par l’interview d’un responsable de la Préfecture de Paris révoqué par Papon. Mais son engagement le plus direct a surtout lieu avec le PSU où il soutient le courant de son ami Gilles Martinet.
Toutefois, le principal aspect de sa vie active en dehors de l’actualité sociale, c'est sa passion pour la chanson française. Fréquentant les petites salles de music-hall et les cabarets à partir des années 1955-1956, il assure dès 1957 la rubrique de musique populaire du journal. Il faut dire que, marié à une postière travaillant la nuit et sans enfants, il dispose de temps pour arpenter Paris. Il s’attache ainsi à faire connaître des chanteurs encore inconnus comme Serge Gainsbourg, Georges Moustaki ou Guy Béart.
Enfin, dès la fin des années 1950, il se fait au sein de la rédaction, le fervent défenseur d’une formule plus ouverte et conviviale. Mais, chargé de « deux secteurs considérés comme bas de gamme, les Variétés et le Social », il est méprisé par « une partie de la rédaction mondano-universitaire de France Observateur». Ses avis sur la formule du journal ont peu d’écho, d’autant plus que, n’y étant pas rédacteur permanent, il exerce un métier de technicien dans un laboratoire des Ponts et Chaussées.
Prévenu courant 1964 des négociations en cours avec Claude Perdriel et l’équipe de Jean Daniel, il n’y participe pas. Mais, avec Gilles Martinet, Serge Mallet et Roger Paret, il rencontre plusieurs fois Jean Daniel, Serge Lafaurie et Claude Krief.

### Un homme de gauche aussi fin connaisseur du Parti socialiste que de chanson française
Il ressent pourtant « assez mal » la fusion et le « profil de vaincu » qui lui saute aux yeux à chaque fois qu’il voit que les articles des anciens de France Observateur sont « jugés plus sévèrement que les autres ». Bien que détenteur d’actions du journal comme la plupart des fondateurs, il ne participe pas aux affrontements au sein du conseil d'administration et assiste avec regret au retrait progressif de son ami Gilles Martinet. Il soutient d’ailleurs ce dernier lorsque, sur la question d’un rapprochement avec la FGDS, il est mis en minorité au sein du PSU et décide de fonder l’association « Pouvoir socialiste » (1967).
C'est dans ce cadre qu’en mai 68, il assiste à l’explosion sociale qu’il attendait depuis si longtemps. Il en tire une imposante chronique avec son collègue René Backmann, ce dernier s’occupant du pan étudiant de l’agitation tandis que lui assurant le pan syndical,, dans un département qui compte environ 600 à 700 étudiants. 
Mais l’absence flagrante de débouché politique qui lui est apparue accentue son soutien à la démarche unitaire de Gilles Martinet. Devant les concessions faites aux gauchistes lors du congrès de Lille du PSU (juin 1971), il se décide, début 1972, à suivre Gilles Martinet et ses amis au PS. Il y collabore alors avec les dirigeants du CERES au sein de la revue Frontières, fondée à parité entre les amis de Gilles Martinet et ceux de Jean-Pierre Chevènement (décembre 1972).
Cette même année, il poursuit sa réflexion sur le syndicalisme en publiant chez Seghers Clefs pour le syndicalisme. Le choix de cette maison d’édition s’explique sans doute parce qu’il y a publié Julien Clerc l’année précédente (1971), Gilles Vigneault et Serge Gainsbourg trois ans auparavant (1969) dans la collection “Chansons d'aujourd'hui” rebaptisée "Poésie et chansons". D’ailleurs l’année suivante, tout en sortant un livre sur les textes de Gilles Vigneault (collection “Poètes d'aujourd'hui”, 1973), il y prend la direction de la collection “Poésie et chansons” et y publie les chansons de Robert Charlebois (1973).
Il n’en abandonne pas pour autant la vie politique et sociale comme le montre le livre de Pierre Mauroy qu’il écrit avec Franz-Olivier Giesbert en 1977 (Les Héritiers de l’avenir, Stock). Il y défend entre autres la crédibilité du Programme commun à travers celle du modèle économique soviétique dont il s’inspire. Car, comme l’illustrent ses considérations sur le caractère “secondaires” des luttes proposées par André Gorz, il semble conserver une vision classique des revendications politiques.
Il soutient d’ailleurs avec certains anciens de France Observateur (Gilles Martinet, Philippe Viannay) le projet de lancement du Matin, n’hésitant pas à rappeler que personne n’avait protesté lorsque « pour lancer Le Nouvel Observateur, Claude Perdriel avait sans vergogne spolié les travailleurs de SFA». Mais ses proches comme Kenizé Mourad – dont il est un temps l’intime – ou Walter Lewino - qui n’arrive qu’en été 1978 – ne lui étant pas d’un grand secours face à l’hostilité quasi-générale de la rédaction, il doit s’incliner. Il ne semble pas en tenir rigueur lorsqu’en mai 1982, il retrace l’histoire du Nouvel Observateur des bons et des mauvais jours (Hachette, 1982). 
Les années 1980 voient alors ses activités éditoriales chez Seghers prendre le dessus. Il publie ainsi des monographies ou des recueils de textes de certains auteurs et ou interprètes : Georges Brassens (1980), Maxime Le Forestier (1982), Jacques Higelin (1980), Jane Birkin (1988) et Serge Gainsbourg (Seghers, 1986, réédité en 1987 et 1991). Avec Xavier Fauche, il publie aussi des livres de société comme Rouquin, rouquine (Ramsay, 1985) ou Tics d'époque (Ramsay, 1987). Son dernier livre, Cinquante Ans de chansons : de Trenet à Bruel (Éditions de l'Archipel, 1992), le consacre comme historien de la chanson. Le 23 février 1995, trois semaines après avoir pris sa retraite, il meurt des suites d'un cancer.